# Köfering (Kümmersbruck)

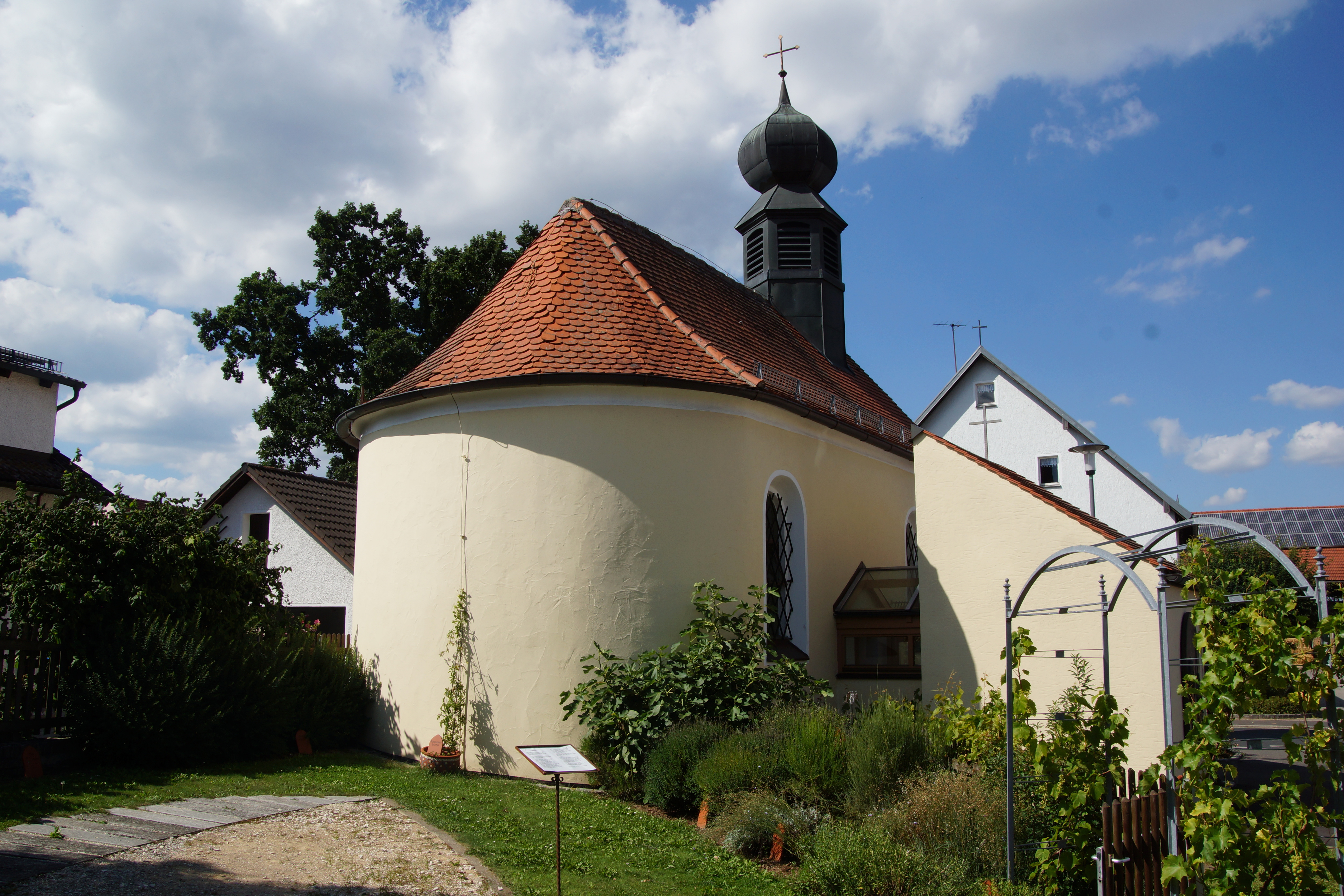
Mariä Empfängnis

Köfering ist seit der Gemeindegebietsreform, die am 1. Januar 1972 wirksam wurde, ein Ortsteil der Gemeinde Kümmersbruck im Landkreis Amberg-Sulzbach in der Oberpfalz in Bayern. Das Kirchdorf liegt etwa eineinhalb Kilometer südlich von Amberg.

## Sehenswürdigkeiten
Zu den Sehenswürdigkeiten im Ort gehört die Katholische Filialkirche Mariä Empfängnis, ein Wohnstallbau aus dem 17./18. Jahrhundert mit Segmentbogentür (Haager Straße 12), ein Wohnstallbau aus dem 18./19. Jahrhundert mit Putzgliederung (Waldhausstraße 91) und ein Schmiedeeisenkreuz auf Naturstein am Fußweg nach Haselmühl. 
Siehe auch Liste der Baudenkmäler in Kümmersbruck#Köfering
Im Jahr 2010 wurde ein Bibelgarten eröffnet.

## Natur
Der in der Gemeinde Kümmersbruck gelegene Ortsteil Köfering befindet sich in unmittelbarer Nähe zum Naturpark Hirschwald mit der Waldschenke und Schaugehege „Waldhaus“, einem Naherholungsgebiet für Familien, Wanderer und Radfahrer.

## Kultur
Das traditionsreichste und kulturellste Ereignis in der Ortschaft Köfering ist die Köferinger Kirwa. Die gibt es wohl schon so lange, wie das Wirtshaus Grasser beziehungsweise den „Foußbauern“ in Köfering. Aus einer bäuerlichen Gaststube entstand im 19. Jahrhundert ein Wirtshaus und nach dem Krieg – neben der Raigeringer Kirwa – wohl eine der größten Kirwan im Landkreis.

## Verkehr
In Köfering kreuzen sich die in Nord-Süd-Richtung verlaufende AS 2 und die in Ost-West-Richtung verlaufende AS 27.